# Episodi di Play for Today
Sono qui elencati gli episodi dello show televisivo Play for Today, in onda originariamente negli anni settanta e negli anni ottanta sulla BBC.

## Formazione dell'elenco
Il seguente elenco è stato ricavato dall'archivio BBC Genome delle riviste Radio Times. Sono inclusi i titoli che portavano il tag Play For Today negli elenchi della BBC per la loro prima trasmissione o in quella successiva, insieme ad alcune repliche come la replica del quartetto Days of Hope, dove la trasmissione iniziale non era marchiata Play for Today, ma la replica lo era. Sono escluse le repliche delle singole produzioni. Tutti gli episodi sono stati trasmessi su BBC1, ad eccezione della trasmissione rinviata di Scum nel 1991 che è stata trasmessa su BBC2.
Alcuni dei primi episodi mancano o non esistono più a colori.
La serie è inedita in Italia.

## Elenco episodi

### Prima stagione (1970-1971)
| nº. | Titolo originale               | Prima TV originale |
| --- | ------------------------------ | ------------------ |
| 1   | The Long Distance Piano Player | 15 ottobre 1970    |
| 2   | The Right Prospectus           | 22 ottobre 1970    |
| 3   | The Lie                        | 29 ottobre 1970    |
| 4   | Angels Are So Few              | 5 novembre 1970    |
| 5   | The Write-Off                  | 12 novembre 1970   |
| 6   | I Can't See My Little Willie   | 19 novembre 1970   |
| 7   | A Distant Thunder              | 26 novembre 1970   |
| 8   | Hearts And Flowers             | 3 dicembre 1970    |
| 9   | Robin Redbreast                | 10 dicembre 1970   |
| 10  | The Hallelujah Handshake       | 17 dicembre 1970   |
| 11  | Alma Mater                     | 7 gennaio 1971     |
| 12  | Circle Line                    | 14 gennaio 1971    |
| 13  | Hell's Angel                   | 21 gennaio 1971    |
| 14  | The Piano                      | 28 gennaio 1971    |
| 15  | Billy's Last Stand             | 4 febbraio 1971    |
| 16  | The Rainbirds                  | 11 febbraio 1971   |
| 17  | Reddick                        | 18 febbraio 1971   |
| 18  | No Trams To Lime Street        | 11 marzo 1971      |
| 19  | Mad Jack                       | 18 marzo 1971      |
| 20  | Scenes From Family Life        | 25 marzo 1971      |
| 21  | Wind Versus Polygamy           | 1 aprile 1971      |
| 22  | Playmates                      | 8 aprile 1971      |
| 23  | Sovereign's Company            | 15 aprile 1971     |
| 24  | Season Of The Witch            | 22 aprile 1971     |
| 25  | The Foxtrot                    | 29 aprile 1971     |
| 26  | When The Bough Breaks          | 6 maggio 1971      |
| 27  | Orkney                         | 13 maggio 1971     |
| 28  | The Rank And File              | 20 maggio 1971     |
| 29  | The Man In The Sidecar         | 27 maggio 1971     |
| 30  | Everybody Say Cheese           | 3 giugno 1971      |
| 31  | The Cellar And The Almond Tree | 10 giugno 1971     |
| 32  | The Italian Table              | 17 giugno 1971     |
| 33  | There is Also Tomorrow         | 24 giugno 1971     |
| 34  | Chariot Of Fire                | 1 luglio 1971      |

### Seconda stagione (1971-1972)
| nº. | Titolo originale             | Prima TV originale |
| --- | ---------------------------- | ------------------ |
| 1   | Traitor                      | 14 ottobre 1971    |
| 2   | Edna, the Inebriate Woman    | 21 ottobre 1971    |
| 3   | Evelyn                       | 28 ottobre 1971    |
| 4   | O Fat White Woman            | 4 novembre 1971    |
| 5   | Thank You Very Much          | 11 novembre 1971   |
| 6   | Michael Regan                | 18 novembre 1971   |
| 7   | Skin Deep                    | 25 novembre 1971   |
| 8   | Pal                          | 2 dicembre 1971    |
| 9   | The Pigeon Fancier           | 9 dicembre 1971    |
| 10  | Home                         | 6 gennaio 1972     |
| 11  | Still Waters                 | 13 gennaio 1972    |
| 12  | Stocker's Copper             | 20 gennaio 1972    |
| 13  | The House On Highbury Hill   | 27 gennaio 1972    |
| 14  | In The Beautiful Caribbean   | 3 febbraio 1972    |
| 15  | Ackerman, Dougall And Harker | 10 febbraio 1972   |
| 16  | The Villa Maroc              | 17 febbraio 1972   |
| 17  | Cows                         | 24 febbraio 1972   |
| 18  | The Fishing Party            | 1 giugno 1972      |

### Terza stagione (1972-1973)
| nº. | Titolo originale             | Prima TV originale |
| --- | ---------------------------- | ------------------ |
| 1   | The Reporters                | 9 ottobre 1972     |
| 2   | A Life Is For Ever           | 16 ottobre 1972    |
| 3   | Carson Country               | 23 ottobre 1972    |
| 4   | Man Friday                   | 30 ottobre 1972    |
| 5   | Triple Exposure              | 6 novembre 1972    |
| 6   | Better Than The Movies       | 13 novembre 1972   |
| 7   | The General's Day            | 20 novembre 1972   |
| 8   | The Bankrupt                 | 27 novembre 1972   |
| 9   | Just Your Luck               | 4 dicembre 1972    |
| 10  | The Bouncing Boy             | 11 dicembre 1972   |
| 11  | Shakespeare Or Bust          | 8 gennaio 1973     |
| 12  | Land Of Green Ginger         | 15 gennaio 1973    |
| 13  | Kisses At Fifty              | 22 gennaio 1973    |
| 14  | Highway Robbery              | 29 gennaio 1973    |
| 15  | Song At Twilight             | 5 febbraio 1973    |
| 16  | Only Make Believe            | 12 febbraio 1973   |
| 17  | For Sylvia Or The Air Show   | 19 febbraio 1973   |
| 18  | The Operation                | 26 febbraio 1973   |
| 19  | Access To The Children       | 5 marzo 1973       |
| 20  | Hard Labour                  | 12 marzo 1973      |
| 21  | Man Above Men                | 19 marzo 1973      |
| 22  | Speech Day                   | 26 marzo 1973      |
| 23  | Steps Back                   | 14 maggio 1973     |
| 24  | Three's One                  | 4 giugno 1973      |
| 25  | Edward G - Like The Filmstar | 11 giugno 1973     |
| 26  | Blooming Youth               | 18 giugno 1973     |
| 27  | The Stretch                  | 25 giugno 1973     |
| 28  | Making The Play              | 2 luglio 1973      |

### Quarta stagione (1973-1974)
| nº. | Titolo originale                               | Prima TV originale |
| --- | ---------------------------------------------- | ------------------ |
| 1   | Mrs. Palfrey at the Claremont                  | 18 ottobre 1973    |
| 2   | Her Majesty's Pleasure                         | 25 ottobre 1973    |
| 3   | Jack Point                                     | 1 novembre 1973    |
| 4   | The Emergency Channel                          | 8 novembre 1973    |
| 5   | Mummy And Daddy                                | 15 novembre 1973   |
| 6   | Private Practice                               | 22 novembre 1973   |
| 7   | Shutdown                                       | 29 novembre 1973   |
| 8   | Baby Blues                                     | 6 dicembre 1973    |
| 9   | Jingle Bells                                   | 13 dicembre 1973   |
| 10  | The Lonely Man's Lover                         | 17 gennaio 1974    |
| 11  | All Good Men                                   | 31 gennaio 1974    |
| 12  | Joe's Ark                                      | 14 febbraio 1974   |
| 13  | Hot Fat                                        | 21 febbraio 1974   |
| 14  | Easy Go                                        | 7 marzo 1974       |
| 15  | Headmaster                                     | 14 marzo 1974      |
| 16  | Penda's Fen                                    | 21 marzo 1974      |
| 17  | Pidgeon - Hawk Or Dove?                        | 28 marzo 1974      |
| 18  | Three For The Fancy                            | 11 aprile 1974     |
| 19  | The Cheviot, the Stag and the Black, Black Oil | 6 giugno 1974      |
| 20  | Schmoedipus                                    | 20 giugno 1974     |
| 21  | The Childhood Friend                           | 27 giugno 1974     |
| 22  | A Follower For Emily                           | 4 luglio 1974      |

### Quinta stagione (1974-1975)
| nº. | Titolo originale               | Prima TV originale |
| --- | ------------------------------ | ------------------ |
| 1   | Leeds — United!                | 31 ottobre 1974    |
| 2   | Baby Love                      | 7 novembre 1974    |
| 3   | Back Of Beyond                 | 14 novembre 1974   |
| 4   | The Bevellers                  | 21 novembre 1974   |
| 5   | Taking Leave                   | 28 novembre 1974   |
| 6   | Fugitive                       | 5 dicembre 1974    |
| 7   | Eleanor                        | 12 dicembre 1974   |
| 8   | Gangsters                      | 9 gennaio 1975     |
| 9   | The After Dinner Game          | 16 gennaio 1975    |
| 10  | Breath                         | 23 gennaio 1975    |
| 11  | The Death Of A Young Young Man | 30 gennaio 1975    |
| 12  | Sunset Across The Bay          | 20 febbraio 1975   |
| 13  | Funny Farm                     | 27 febbraio 1975   |
| 14  | Goodbye                        | 6 marzo 1975       |
| 15  | Just Another Saturday          | 13 marzo 1975      |
| 16  | Child Of Hope                  | 24 aprile 1975     |
| 17  | The Saturday Party             | 1 maggio 1975      |
| 18  | Wednesday Love                 | 8 maggio 1975      |
| 19  | The Dandelion Clock            | 15 maggio 1975     |
| 20  | Brassneck                      | 22 maggio 1975     |
| 21  | The Floater                    | 29 maggio 1975     |

### Sesta stagione (1975-1976)
| nº. | Titolo originale                 | Prima TV originale |
| --- | -------------------------------- | ------------------ |
| 1   | Plaintiffs and Defendants        | 14 ottobre 1975    |
| 2   | Two Sundays                      | 21 ottobre 1975    |
| 3   | Moss                             | 28 ottobre 1975    |
| 4   | 84, Charing Cross Road           | 4 novembre 1975    |
| 5   | Keep An Eye On Albert            | 11 novembre 1975   |
| 6   | Children Of The Sun              | 18 novembre 1975   |
| 7   | After The Solo                   | 25 novembre 1975   |
| 8   | Through The Night                | 2 dicembre 1975    |
| 9   | A Passage To England             | 9 dicembre 1975    |
| 10  | Rumpole of the Bailey            | 16 dicembre 1975   |
| 11  | The Other Woman                  | 6 gennaio 1976     |
| 12  | Nuts in May                      | 13 gennaio 1976    |
| 13  | Doran's Box                      | 20 gennaio 1976    |
| 14  | Packman's Barn                   | 27 gennaio 1976    |
| 15  | A Story To Frighten The Children | 3 febbraio 1976    |
| 16  | The Happy Hunting Ground         | 10 febbraio 1976   |
| 17  | Jumping Bean Bag                 | 17 febbraio 1976   |
| 18  | 'Clay, Smeddum And Greenden      | 24 febbraio 1976   |
| 19  | Love Letters On Blue Paper       | 2 marzo 1976       |
| 20  | Willie Rough                     | 9 marzo 1976       |
| 21  | Tiptoe Through The Tulips        | 16 marzo 1976      |
| 22  | The Peddler                      | 23 marzo 1976      |
| 23  | Early Struggles                  | 30 marzo 1976      |
| 24  | Double Dare                      | 6 aprile 1976      |

### Settima stagione (1976-1977)
| nº. | Titolo originale           | Prima TV originale |
| --- | -------------------------- | ------------------ |
| 1   | Bar Mitzvah Boy            | 14 settembre 1976  |
| 2   | Bet Your Life              | 21 settembre 1976  |
| 3   | Rocky Marciano Is Dead     | 28 settembre 1976  |
| 4   | The Elephants' Graveyard   | 12 ottobre 1976    |
| 5   | Housewives' Choice         | 19 ottobre 1976    |
| 6   | Your Man From Six Counties | 26 ottobre 1976    |
| 7   | Buffet                     | 2 novembre 1976    |
| 8   | Love On A Gunboat          | 4 gennaio 1977     |
| 9   | The Kiss Of Death          | 11 gennaio 1977    |
| 10  | Our Flesh And Blood        | 18 gennaio 1977    |
| 11  | Do As I Say                | 25 gennaio 1977    |
| 12  | Spend, Spend, Spend!       | 15 marzo 1977      |
| 13  | A Photograph               | 22 marzo 1977      |
| 14  | Gotcha Barrie Keeffe       | 12 aprile 1977     |
| 15  | Campion's Interview        | 12 aprile 1977     |
| 16  | A Choice Of Evils          | 19 aprile 1977     |
| 17  | The Country Party          | 26 aprile 1977     |

### Ottava stagione (1977-1978)
| nº. | Titolo originale                                  | Prima TV originale |
| --- | ------------------------------------------------- | ------------------ |
| 1   | Stronger Than The Sun                             | 18 ottobre 1977    |
| 2   | Come The Revolution                               | 25 ottobre 1977    |
| 3   | Abigail's Party                                   | 1 novembre 1977    |
| 4   | Oy Vay marzoia                                    | 8 novembre 1977    |
| 5   | Nipper                                            | 15 novembre 1977   |
| 6   | One Day At A Time                                 | 22 novembre 1977   |
| 7   | The major's Charity                               | 29 novembre 1977   |
| 8   | Catchpenny Twist                                  | 5 dicembre 1977    |
| 9   | Charades                                          | 13 dicembre 1977   |
| 10  | The Thin End Of The Wedge                         | 20 dicembre 1977   |
| 11  | Scully's New Year's Eve                           | 3 gennaio 1978     |
| 12  | Licking Hitler                                    | 10 gennaio 1978    |
| 13  | Red Shift                                         | 17 gennaio 1978    |
| 14  | The Spongers                                      | 24 gennaio 1978    |
| 15  | Destiny                                           | 31 gennaio 1978    |
| 16  | Our Day Out                                       | 7 febbraio 1978    |
| 17  | The After Dinner Joke                             | 14 febbraio 1978   |
| 18  | Days Of Hope: 1916 - Joining Up                   | 18 aprile 1978     |
| 19  | Days Of Hope: 1921 - Every Pit In Britain Is Idle | 25 aprile 1978     |
| 20  | Days Of Hope: 1924 - A Miracle                    | 2 maggio 1978      |
| 21  | Days Of Hope: 1926 - General Strike               | 9 maggio 1978      |
| 22  | The Price Of Coal: Meet The People                | 1 agosto 1978      |
| 23  | The Price Of Coal: Back To Reality                | 8 agosto 1978      |
| 24  | The Legion Hall Bombing                           | 22 agosto 1978     |

### Nona stagione (1978-1979)
| nº. | Titolo originale             | Prima TV originale |
| --- | ---------------------------- | ------------------ |
| 1   | Nina                         | 17 ottobre 1978    |
| 2   | Victims Of Apartheid         | 24 ottobre 1978    |
| 3   | A Touch Of The Tiny Hacketts | 31 ottobre 1978    |
| 4   | Dinner At The Sporting Club  | 7 novembre 1978    |
| 5   | Donal And Sally              | 14 novembre 1978   |
| 6   | Sorry…                       | 21 novembre 1978   |
| 7   | Butterflies Don't Count      | 28 novembre 1978   |
| 8   | Soldiers Talking, Cleanly    | 5 dicembre 1978    |
| 9   | One Bummer News Day          | 12 dicembre 1978   |
| 10  | The Out Of Town Boys         | 2 gennaio 1979     |
| 11  | Vampires                     | 9 gennaio 1979     |
| 12  | The Chief Mourner            | 16 gennaio 1979    |
| 13  | Waterloo Sunset              | 23 gennaio 1979    |
| 14  | Blue Remembered Hills        | 30 gennaio 1979    |
| 15  | Who's Who                    | 5 febbraio 1979    |
| 16  | The Last Window Cleaner      | 13 febbraio 1979   |
| 17  | Ploughman's Share            | 27 febbraio 1979   |
| 18  | Degree Of Uncertainty        | 6 marzo 1979       |
| 19  | Light                        | 13 marzo 1979      |
| 20  | Coming Out                   | 10 aprile 1979     |
| 21  | Don't Be Silly               | 24 luglio 1979     |

### Decima stagione (1979-1980)
| nº. | Titolo originale                    | Prima TV originale |
| --- | ----------------------------------- | ------------------ |
| 1   | Long Distance Information           | 11 ottobre 1979    |
| 2   | Cries From A Watchtower             | 18 ottobre 1979    |
| 3   | Comedians                           | 25 ottobre 1979    |
| 4   | Even Solomon                        | 1 novembre 1979    |
| 5   | Just A Boys' Game                   | 8 novembre 1979    |
| 6   | Billy                               | 13 novembre 1979   |
| 7   | A Hole In Babylon                   | 29 novembre 1979   |
| 8   | The Slab Boys                       | 6 dicembre 1979    |
| 9   | Katie: The Year Of A Child          | 13 dicembre 1979   |
| 10  | The Network                         | 20 dicembre 1979   |
| 11  | The Black Stuff                     | 2 gennaio 1980     |
| 12  | Chance Of A Lifetime                | 3 gennaio 1980     |
| 13  | Keep Smiling                        | 10 gennaio 1980    |
| 14  | Dreams Of Leaving                   | 17 gennaio 1980    |
| 15  | Thicker Than Water                  | 24 gennaio 1980    |
| 16  | Murder Rap                          | 31 gennaio 1980    |
| 17  | Instant Enlightenment Including VAT | 7 febbraio 1980    |
| 18  | No Defence                          | 14 febbraio 1980   |
| 19  | That Crazy Woman                    | 21 febbraio 1980   |
| 20  | A Gift From Nessus                  | 28 febbraio 1980   |
| 21  | Kate, The Good Neighbour            | 6 marzo 1980       |
| 22  | Buses                               | 13 marzo 1980      |
| 23  | Shadows on Our Skin                 | 20 marzo 1980      |
| 24  | Ladies                              | 27 marzo 1980      |
| 25  | The Vanishing Army                  | 3 aprile 1980      |
| 26  | Not For The Likes Of Us             | 10 aprile 1980     |
| 27  | The Executioner                     | 17 aprile 1980     |
| 28  | The Imitation Game                  | 24 aprile 1980     |
| 29  | A Walk In The Forest                | 14 maggio 1980     |
| 30  | On Giant's Shoulders                | 24 giugno 1980     |
| 31  | Fearless Frank                      | 1 luglio 1980      |

### Undicesima stagione (1980-1981)
| nº. | Titolo originale                                            | Prima TV originale |
| --- | ----------------------------------------------------------- | ------------------ |
| 1   | Pasmore                                                     | 21 ottobre 1980    |
| 2   | C2H5OH                                                      | 28 ottobre 1980    |
| 3   | The Adventures Of Frank: 1 - Everybody's Fiddling Something | 4 novembre 1980    |
| 4   | The Adventures Of Frank: 2 - Seeds Of Ice                   | 11 novembre 1980   |
| 5   | Minor Complications                                         | 18 novembre 1980   |
| 6   | Jude                                                        | 2 dicembre 1980    |
| 7   | The Flipside Of Dominick Hide                               | 9 dicembre 1980    |
| 8   | Name For The Day                                            | 16 dicembre 1980   |
| 9   | Jessie                                                      | 23 dicembre 1980   |
| 10  | Beyond The Pale                                             | 6 gennaio 1981     |
| 11  | The Muscle marzoket                                         | 13 gennaio 1981    |
| 12  | A Brush With Mr. Porter On The Road To El Dorado            | 20 gennaio 1981    |
| 13  | The Cause                                                   | 3 febbraio 1981    |
| 14  | Beloved Enemy                                               | 10 febbraio 1981   |
| 15  | The Kamikaze Ground Staff Reunion Dinner                    | 17 febbraio 1981   |
| 16  | The Union                                                   | 24 febbraio 1981   |
| 17  | Sorry                                                       | 3 marzo 1981       |
| 18  | Shai Mala Khani The Garland                                 | 10 marzo 1981      |
| 19  | The Sin Bin                                                 | 17 marzo 1981      |
| 20  | Before Water Lilies                                         | 24 marzo 1981      |
| 21  | Bavarian Night                                              | 31 marzo 1981      |
| 22  | The Good Time Girls                                         | 7 aprile 1981      |
| 23  | Baby Talk                                                   | 21 aprile 1981     |
| 24  | A Turn For The Worse                                        | 28 aprile 1981     |
| 25  | Psy-Warriors                                                | 12 maggio 1981     |

### Dodicesima stagione (1981-1982)
| nº. | Titolo originale                        | Prima TV originale |
| --- | --------------------------------------- | ------------------ |
| 1   | Country                                 | 20 ottobre 1981    |
| 2   | London Is Drowning                      | 27 ottobre 1981    |
| 3   | A Room For The Winter                   | 3 novembre 1981    |
| 4   | No Visible Scar                         | 17 novembre 1981   |
| 5   | Iris In The Traffic, Ruby In The Rain   | 24 novembre 1981   |
| 6   | Protest                                 | 1 dicembre 1981    |
| 7   | United Kingdom                          | 8 dicembre 1981    |
| 8   | P.Q. 17                                 | 15 dicembre 1981   |
| 9   | The Factory                             | 22 dicembre 1981   |
| 10  | England's Greens And Peasant Land       | 5 gennaio 1982     |
| 11  | A Cotswold Death                        | 12 gennaio 1982    |
| 12  | Under the Skin                          | 19 gennaio 1982    |
| 13  | Commitments                             | 26 gennaio 1982    |
| 14  | Life After Death                        | 2 febbraio 1982    |
| 15  | The Silly Season                        | 9 febbraio 1982    |
| 16  | Too Late To Talk To Billy               | 16 febbraio 1982   |
| 17  | Willie's Last Stand                     | 23 febbraio 1982   |
| 18  | Tishoo                                  | 9 marzo 1982       |
| 19  | Home, Sweet Home                        | 16 marzo 1982      |
| 20  | A Sudden Wrench                         | 23 marzo 1982      |
| 21  | Eve Set The Balls Of Corruption Rolling | 30 marzo 1982      |
| 22  | Whistling Wally                         | 6 aprile 1982      |

### Tredicesima stagione (1982-1983)
| nº. | Titolo originale             | Prima TV originale |
| --- | ---------------------------- | ------------------ |
| 1   | Soft Targets                 | 19 ottobre 1982    |
| 2   | 3 Minute Heroes              | 26 ottobre 1982    |
| 3   | The Remainder Man            | 2 novembre 1982    |
| 4   | Intensive Care               | 9 novembre 1982    |
| 5   | A Mother Like Him            | 16 novembre 1982   |
| 6   | John David                   | 23 novembre 1982   |
| 7   | Aliens                       | 30 novembre 1982   |
| 8   | Another Flip For Dominick    | 14 dicembre 1982   |
| 9   | Last Love                    | 1 marzo 1983       |
| 10  | Gates Of Gold                | 8 marzo 1983       |
| 11  | Wayne And Albert             | 15 marzo 1983      |
| 12  | Atlantis                     | 29 marzo 1983      |
| 13  | The Last Term                | 5 aprile 1983      |
| 14  | Reluctant Chickens           | 12 aprile 1983     |
| 15  | Shall I Be Mother?           | 19 aprile 1983     |
| 16  | The Falklands Factor         | 26 aprile 1983     |
| 17  | A Matter Of Choice For Billy | 10 maggio 1983     |

### Quattordicesima stagione (1984)
| nº. | Titolo originale                | Prima TV originale |
| --- | ------------------------------- | ------------------ |
| 1   | Young Shoulders                 | 14 febbraio 1984   |
| 2   | A Coming To Terms For Billy     | 21 febbraio 1984   |
| 3   | Z For Zachariah                 | 28 febbraio 1984   |
| 4   | Moving On The Edge              | 6 marzo 1984       |
| 5   | Desert Of Lies                  | 13 marzo 1984      |
| 6   | Hard Feelings                   | 20 marzo 1984      |
| 7   | Under The Hammer                | 27 marzo 1984      |
| 8   | King                            | 3 aprile 1984      |
| 9   | Rainy Day Women                 | 10 aprile 1984     |
| 10  | Dog Ends                        | 17 luglio 1984     |
| 11  | The Groundling And The Kite     | 24 luglio 1984     |
| 12  | The Cry                         | 31 luglio 1984     |
| 13  | It Could Happen To Anybody      | 14 agosto 1984     |
| 14  | Only Children                   | 21 agosto 1984     |
| 15  | The Amazing Miss Stella Estelle | 28 agosto 1984     |

### Trasmissioni rinviate
| Titolo originale    | Prima TV originale |
| ------------------- | ------------------ |
| Brimstone & Treacle | 25 agosto 1987     |
| Scum                | 27 luglio 1991     |
| Pillion             | Mai trasmesso      |